# Політична свідомість
Політи́чна свідо́мість (від лат. con — разом, спільно та scentia — знання) — це система знань, оцінок, настроїв і почуттів, за допомогою яких відбувається усвідомлення політичної сфери суб'єктами — індивідами, групами, націями тощо.
Політична свідомість,  є системою ідей, теорій, поглядів, уявлень, почуттів, вірувань, емоцій людей, настроїв, у яких відбивається природа, матеріальне життя суспільства і вся система суспільних відносин; це система знань і оцінок, завдяки яким відбувається усвідомлення сфери політики суб'єктами, що виступають у вигляді індивідів, груп, класів, спільнот. Вона є необхідним елементом функціонування і розвитку політичної системи в цілому.
Сутність політичної свідомості полягає в тому, що це є результат і одночасно процес відображення й освоєння політичної реальності з урахуванням інтересів людей. 
Ідея і поняття політичної свідомості, як такої, що притаманна, відповідно від індивідуума-рядового члена суспільства, починаючи з класового розшарування в ньому, і до нації і суспільства в цілому особливо розроблені в марксизмі, були загальноприйнятими у СРСР і лишаються популярними в пострадянських філософських школах.

## Джерело
- Політологія. Підручник // За загальною редакцією проф. Кременя В. Г., проф. Горлача М. І.— Харків: Друкарський центр «Єдіно-por», 2001.- 640 с.